# Rock Falls, Iowa
Rock Falls là một thành phố thuộc quận Cerro Gordo, tiểu bang Iowa, Hoa Kỳ. Năm 2010, dân số của thành phố này là 155 người.

## Dân số
Dân số qua các năm:
- Năm 2000: 170 người.
- Năm 2010: 155 người.